# Кристални осцилатор
Кристални осцилатор је осцилатор који користи механичку резонанцу вибрирајућег кристала пиезоелектричног материјала да створи електрични сигнал са врло прецизном фреквенцијом. Ова фреквенција се обично користи за праћење времена (као у кварцним ручним сатовима), да обезбеди стабилан сигнал сата за дигитална интегрисана кола, као и да стабилизује фреквенције за радио предајнике и пријемнике.
Кварцни кристали су произведени за фреквенције од неколико десетина килохерца до неколико десетина мегахерца. Више од две милијарде кристала се годишње произведе. Највише се користи за потрошачке уређаје као што су ручни сатови, сатови, радио апарати, рачунари и мобилни телефони. Кварцни кристали се такође могу наћи унутар тестне и мјерне опреме, као што су бројачи, генератори сигнала и осцилоскопи.

## Историја
Пиезоелектрични ефект су открили Жак и Пјер Кири 1880. Паул Лангевин први је испитао кварцне резонаторе за употребу у сонарима током Првог светског рата. Први кристално контролисани осцилатор, који је користио кристал Рошелове соли, направљен је 1917, а патентирао га је Александар М. Николсон из Бел Телефоне Лабораториес 1918. године, иако је његов приоритет оспорио Валтер Гуитон Кади. Кади је направио први кварцни кристални осцилатор 1921. Други рани проналазачи кристалних осцилатора су Г. В. Пиерце и Лоуис Есен.
До 1926. кварцне кристали су кориштени за контролу фреквенције радио-дифузних станица и били су популарни код аматерских радио оператора. Ворен Марисон (Бел Телефоне Лабораториес) је 1928. развио први кварцни сат. Овај изум је заменио запињачу и клатно, ослањајући се уместо тога на природне вибрације које настају у кварцном кристалу као осцилатору. Ово је унаприједило тачност до 1 секунде у 30 година. Током Другог светског рата кристали су прављени од природног кварцовог кристала, готово сви из Бразила. Несташице кристала током Другог светског рата произвеле су потражњу за прецизном контролом фреквенције војних и поморских радија и радара и подстакле послератно истраживање прављења синтетичког кварца, а од 1950. хидротермални процес за прављење кварцних кристала на комерцијалном нивоу је развијен у Бел Лабораториес. До 1970. практично сви кристали коришћени у електроници су били синтетички. Иако кристални осцилатори и даље најчешће користе кварцне кристале, уређаји који користе друге материјале су све чешћи, као што су керамички резонатори.

## Принцип рада
Кристал представља чврсту материју чији су констутивни елементи атоми, молекули, или јони а који граде правилну унутрашњу (просторну) структуру.
Скоро сваки објекат направљен од еластичног материјала може да се користи као кристал, са одговарајућим трансдуктором, јер сви предмети имају природне резонантне фреквенције вибрације. На пример, челик је веома еластичан и има велику брзину звука. Често се користио у механичким филтрима пре кварца. Резонантна фреквенција зависи од величине, облика, еластичности и брзине звука у материјалу. Високе фреквенције кристали су обично исећи у облику једноставне, правоугаоне плоче. Ниско-фреквентни кристали, као што су они који се користе у дигиталним сатовима, обично се секи у облику звучне виљушке. За примјене кад није потребан веома прецизан тајминг, јефтинији керамички резонатор се често користи на место кварцног кристала.
Када се кристал кварца правилно исече и монтира, може бити да се изобличи у електричном пољу применом напона на електроди која је близу или на кристалу. Ова особина је позната као Пиезоелектрични ефект. Када се поље уклони, кварц ће генерисати електрично поље, док се враћа на претходни облик, а то може да генерише напон. Резултат је да кварцни кристал се понаша као коло састављено од пригушница, кондензатора и отпорника, са прецизном резонантном фреквенцијом.
Кварц има додатну предност да његове еластичне константе и његова величина промене на такав начин да фреквенциска зависност од температуре буде веома ниска. Специфичне карактеристике ће зависити од начина вибрације и угао на којем се сијече кварц (у односу на своје кристалографске осе). Дакле, ни резонантна фреквенција плоче, која зависи од њене величине, неће се много променити. То значи да ће кварцни сат, филтер или осцилатор и даље бити тачан. За критичне примјене кварцни осцилатор се монтира на температурно контролисаном контејнеру, званом кристална пећ, а може се монтирати на амортизере да спречи пертурбација спољним механичким вибрацијама.

## Моделовање
Кварцни кристал може бити моделован као електрична мрежа са ниском импедансом (редно) и високом импедансом (паралелно). Математички (користећи Лапласове трансформације) импеданса ове мреже може се написати као:
{\displaystyle Z(s)=\left({{\frac {1}{s\cdot C_{1}}}+s\cdot L_{1}+R_{1}}\right)||\left({\frac {1}{s\cdot C_{0}}}\right)}
или
{\displaystyle Z(s)={\frac {s^{2}+s{\frac {R_{1}}{L_{1}}}+{\omega _{s}}^{2}}{(s\cdot C_{0})[s^{2}+s{\frac {R_{1}}{L_{1}}}+{\omega _{p}}^{2}]}}}
{\displaystyle \Rightarrow \omega _{s}={\frac {1}{\sqrt {L_{1}\cdot C_{1}}}},\quad \omega _{p}={\sqrt {\frac {C_{1}+C_{0}}{L_{1}\cdot C_{1}\cdot C_{0}}}}=\omega _{s}{\sqrt {1+{\frac {C_{1}}{C_{0}}}}}\approx \omega _{s}\left(1+{\frac {C_{1}}{2C_{0}}}\right)\quad (C_{0}\gg C_{1})}
где је s комплексна фреквенција , је редна резонантна фреквенција у радијанима у секунди и је паралелна резонантна фреквенција у радијанима у секунди.
Додавање додатне капацитивности преко кристала ће изазвати да се паралелна резонанца смеањи. Ово се може користити да подесите фреквенцију на којој кристал осцилује. Произвођачи обично секу и тримују своје кристале да имају одређену резонантну фреквенцију са познатом "load" капацитивности додатој кристалу. На пример, кристал намењен за 6 pF оптерећења има своју одређену паралелну резонанцу фреквенције, када 6,0 pF кондензатор стави преко ње. Без ове капацитивности, резонантна фреквенција је виша.
Резонантни режими
Кварцни кристал пружа и серијску и паралелну резонанцу. Серијска резонанца је неколико килохерца нижа од паралелне. Кристали испод 30 MHz обично раде између серијске и паралелне резонанце, што значи да кристал изгледа као индуктивна реактанса у раду. Свака додатна капацитивност кола ће стога смањити фреквенцију. Да бо паралелно резонантни кристал радио на својој одређеној учесталости, електрично коло мора да омогући читаву паралелну капацитивност као што је наведено од стране произвођача кристала.
Кристали изнад 30 MHz (до> 200 MHz) обично раде на серијској резонанци, где се импеданса појављује на свом минимуму и једнака је серијској отпорности. За ове кристале серијски отпор је назначен (<100 Ω) уместо паралелног капацитивности. Да бисте дошли до веће фреквенције, кристал може бити направљен да вибрира на једном од својих хармоника, који се јављају близу мултипликатора фундаменталне резонантне фреквенције. Само непарни хармоници се користе. Такав кристални назива се за као 3-ћи, 5-и, или чак 7-и аликвотни кристали. Да би се ово постигло, осцилаторно коло обично укључује додатна ЛЦ кола да бисте изабрали жељени хармоник(аликвотни тон).

## Температурни ефекти
Кристалове фреквенциске карактеристике зависе од облика кристала. Кристали у облику звучне виљушке обично се сијеку тако да њихова зависност фреквенције у односу на температуру је параболична крива центрирана око 25 °C . То значи да ће кристални осцилатори у облику звуцне виљушке да резонују близу своје циљане фреквенције на собној температури, али ће успорити када се температура или повећава или смањује у односу на собну температуру. За њих су на 32 KHz уобичајни параболички коефицијенти -0.04 ppm/°C².
У реалном употреби, то значи да сат изграђен коришћењем регуларног 32 kHz кристала у облику звучне вилјушке, ће задржати добро вријеме на собној температури, изгубити 2 минута годишње на 10 °C изнад (или испод) собне температуре и изгубити 8 минута годишње на 20 °C изнад (или испод) собне температуре, због особина кварцног кристала.

## Осцилатори
Кристални осцилатор одржава осциловање узимајући напонцки сигнал од кварцног резонатора, појачавајући га и враћајући га назад на резонатор. Брзина ширења и скупљања од кварца даје резонантну фреквенцију, а одређена је од облика и величине кристала. Када енергија генерисане излазне фреквенције одговара губицима у колу, осцилације се могу одржати.
Кристални осцилатор има две електрично проводљиве таблице, са дијелом од кварцног кристала између њих. Током покретања, коло око кристала даје случајну буку сигналу наизменичне струје и чисто случајно, мали део од буке ће бити на резонантној фреквенцији кристала. Зато кристал ће почети осцилује синхронизовано са тим сигналом. Како осцилатор појачава сигнале који долазе из кристала, сигнали у осцилаторовом фреквенцијском опсегу ће постати јачи, на крају доминирајући излаз из осцилатора. Уски резонантни опсег кварцног кристала филтрира све нежељене фреквенције.
Излазне фреквенције од кварцног осцилатора могу бити основна резонанца или мултипликат основне резонанце.
Кристали који раде на високим фреквенцијама су често дизајнирани да раде на трећим, петим или седми хармоницима. Произвођачи имају потешкоћа да произведу кристале довољно танке да им основна фреквенција буде преко 30 MHz. За производњу веће фреквенције, произвођачи подешавају кристале да осцилују на 3-ем, 5. и 7. хармонику основне фреквенције, јер онда кристали неморају да буду танки као кристали са жељеном основном фреквенцијом и лакши су за производњу, иако добијање жељене фреквенције захтева мало више компликовано осцилаторно коло.
Главни разлог за широку употребу кристалних осцилатора је њихов висок Q фактор. Типична Q вредност за кварцне осцилаторе се креће од 10^4 до 10^6, у односу на можда 10^2 за ЛЦ осцилаторе. Максимална Q за високо стабилан кварцни осцилатор може се проценити на Q = 1,6 × 107 / f, где је f фреквенција резонанце у мегахерцима.
Једна од најважнијих особина кристалних осцилатора је да они показују врло низак шум фазе. У многим осцилатора, било која спектрална енергија на резонантној фреквенцији биће појачанона од стране осцилатора, што резултира као колекција тонова у различитим фазама. У кристалном осцилатору, кристал углавном вибрира на једној оси, дакле само једна фаза је доминантана. Ово својство ниске фазе шума их чини посебно корисним у области телекомуникација, где су потребни стабилни сигнали, а и у научној опреми код које су веома временски прецизне референце потребне.
Ограничења у краткорочне стабилности су углавном због буке из електронских компоненти у осцилатора кола. Дугорочна стабилност је ограничена старењем кристала.
Због старења и спољних утицаја (као што су температура и вибрација), тешко је да чак и најбоље кварцне осцилаторе сачувати врло прецизним без сталног прилагођавања. Из тог разлога, атомски осцилатори се користе за апликације које захтевају бољу дугорочну стабилност и прецизност.